# سنت پیچ بیچ (فلوریدا)
سنت پیچ بیچ (به انگلیسی: St. Pete Beach) شهری در شهرستان پاینلاس ایالت فلوریدا است که در سال ۱۹۵۷ بنیان‌گذاری شده‌است. این شهر طبق سرشماری سال ۲۰۱۰ میلادی، ۹٬۳۴۶ نفر جمعیت داشته و مساحت آن نیز ۵۱٫۵ کیلومتر مربع است.